# Subaru Motors Trading
Subaru Motors Trading este importatorul autoturismelor marca Subaru în România.
Compania înființată în 2005 deține un showroom în București, precum și o rețea de distribuție ce acoperă 6 orașe .